# Jonasz (Karpuchin)
Jonasz, imię świeckie Jurij Aleksiejewicz Karpuchin (ur. 13 czerwca 1941 w Moskwie, zm. 4 maja 2020 tamże) – biskup Rosyjskiego Kościoła Prawosławnego.

## Życiorys
Urodził się w rodzinie robotniczej. Po ukończeniu szkoły średniej rozpoczął naukę w seminarium duchownym w Moskwie, zaś po uzyskaniu jego dyplomu w 1963 podjął wyższe studia teologiczne w Moskiewskiej Akademii Duchownej. Po zakończeniu studiów podjął w niej pracę jako stypendysta profesorski, specjalizując się w badaniach archeologicznych nad historią Cerkwi i od 1970 wykładając zarówno w Akademii, jak i w seminarium duchownym w Moskwie.
21 września 1965, jeszcze jako student, złożył wieczyste śluby mnisze w ławrze Troicko-Siergijewskiej. 6 lutego 1966 został wyświęcony na hierodiakona, zaś 5 maja 1968 na hieromnicha. Od 1970 do 1991 był dodatkowo opiekunem cerkwi Opieki Matki Bożej należącej do Akademii. Od 1971 igumen, od 1981 archimandryta. 1 marca 1991 przeniesiony na stanowisko proboszcza parafii Podwyższenia Krzyża Pańskiego w Moskwie–Altufjewie i dziekana dekanatu Trójcy Świętej w eparchii moskiewskiej.
20 października 1992 otrzymał nominację na biskupa astrachańskiego i jenotajewskiego. Pięć dni później miała miejsce uroczysta chirotonia biskupia. Od 25 lutego 2002 nosił tytuł arcybiskupa. W 2013 otrzymał godność metropolity w związku z utworzeniem metropolii astrachańskiej.
W 2016 odszedł w stan spoczynku w związku z osiągnięciem wieku 75 lat. Jako miejsce jego stałego przebywania Święty Synod wyznaczył Moskwę. Zmarł w 2020 r. na COVID-19. Został pochowany przy cerkwi Podwyższenia Krzyża Pańskiego w Moskwie–Altufjewie.